# Влахернское благочиние
Влахе́рнское благочиние (Влахе́рнский благочи́ннический о́круг) — благочиние Московской епархии Русской православной церкви. Включает храмы и часовни, расположенные в районах Выхино-Жулебино, Капотня, Кузьминки, Люблино, Марьино, Некрасовка Юго-Восточного административного округа города Москвы.
Входит в состав Юго-Восточного викариатства, расположенного в границах Юго-Восточного административного округа. Выделено 9 апреля 2012 года из Петропавловского благочиния.
Благочинный — протоиерей Анатолий Родионов, настоятель храма в честь иконы Божией Матери «Утоли моя печали» в Марьине.
На начало 2013 года благочиние насчитывало шесть действующих и два строящихся храма. Храмы упорядочены по дате постройки.

## Храмы благочиния
| Название                                                                                      | Период строительства | Краткое описание | Адрес                                                         | Изображение | Ссылки |
| Храм Влахернской иконы Божией Матери в Кузьминках                                             | 1759—1762            | Построен Иваном Жеребцовым предположительно по проекту архитектора Саввы Чевакинского. Центральная часть окончательно отделана и освящена в 1774 году. В 1784—1785 годах перестроен в стиле классицизма по проекту архитекторов Родиона Казакова и Василия Баженова. Закрыт в первые годы советской власти. Отреставрирован в 1994—1995 годах по проекту архитектора Е. А. Воронцовой, возвращён верующим. · Престолы: - Влахернской иконы Божией Матери (главный) - Александра Невского (южный) - Сергия Радонежского (северный) | Кузьминская улица, 7 стр. 1 55°41′26″ с. ш. 37°47′25″ в. д.   |             | [ 3 ]  |
| Храм Рождества Пресвятой Богородицы в Капотне                                                 | 1866—1870            | Храм в русском стиле, построен на месте пострадавшего от урагана деревянного храма. Архитектор неизвестен. Закрыт в 1938 году, возвращён верующим в 1991 году. Престолы: - Рождества Пресвятой Богородицы (главный) - Николая Чудотворца (правый) - Боголюбской иконы Божией Матери (левый) - Святителя Леонтия Ростовского — приставной | Первый Капотнинский проезд, 1 55°38′21″ с. ш. 37°47′30″ в. д. |             | [ 7 ]  |
| Храм иконы Божией Матери «Утоли моя печали» в Марьине                                         | 1999—2001            | Пятикупольный 40-метровый храм в стиле русского классицизма XIX века. Построен по проекту архитектора А. Н. Оболенского. Главный купол — в центре, четыре расположены симметрично относительно него, образуя квадрат. Храм имеет две колокольни. Престолы: - Иконы Божией Матери «Утоли моя печали» (главный) - Иконы Божией Матери «Неупиваемая Чаша» - Иконы Божией Матери «Избавительница» | Марьинский бульвар, 1 55°38′54″ с. ш. 37°44′51″ в. д.         |             | [ 9 ]  |
| Храм патриарха Тихона в Люблине                                                               | 1999—2001            | Деревянный храм, построен по проекту архитектора А. Н. Оболенского. Подвальный этаж благоустроен, в нем освящён престол, имеется баптистерий. Престолы: - Патриарха Тихона (верхний храм) - Новомучеников и исповедников Российских (нижний крестильный храм) - Люблинской иконы Божией Матери (приставной). | Ставропольская улица, 25а                                     |             | [ 12 ] |
| Храм Иоанна Кронштадтского в Жулебине                                                         | 1997—2006            | Деревянный храм, построен под руководством Е. А. Воронцовой. Главный (единственный) престол: Иоанна Кронштадтского | Саранская улица, 1                                            |             | [ 14 ] |
| Храм святого равноапостольного князя Владимира при Московском президентском кадетском училище | 2011                 | Небольшой, легкий, устремленный ввысь однокупольный деревянный храм. Расположен на отдельном участке рядом с Московским президентским кадетским училищем им. М. А. Шолохова войск национальной гвардии Российской Федерации | Улица Маршала Чуйкова, 30                                     |             |        |
| Храм иконы Божией Матери «Воспитание» в Некрасовке                                            | 2010—                | Строящийся пятикупольный храм в византийском стиле в плане представляет квадрат с большим центральным куполом и четырьмя куполами меньшего размера по углам, с четырьмя приделами (боковые приделы в два яруса) и хорами. Строится по проекту архитектора Андрея Анисимова | Первая Вольская улица, вл. 2                                  |             | [ 17 ] |
| Храм святой мученицы Татианы в Люблине                                                        | 2011—                | Строящийся однонефный храм прямоугольной формы вместимостью до 300 человек. По периметру центрального зала расположены два яруса этажей, на втором этаже планируются открытые хоры. Строится также одноэтажный дом причта с крещальней, залом заседаний, административными помещениями, трапезной, учебными классами, помещениями для отдыха. Проектировщик — Моспроект-2 | Краснодарская улица, вл. 50                                   |             | [ 20 ] |